# Atwima Nwabiagya
Le district de Atwima Nwabiagya  (officiellement Atwima Nwabiagya District, en anglais) est l’un des 27 districts de la Région d'Ashanti au Ghana.
Anciennement le district d’Atwima, le décret du 12 novembre 2003 du président John Agyekum Kufuor, a divisé le district de Atwima Mponua pour permettre la création du district de Atwima Nwabiagya.

## Villes et villages du district
| - Nkawie - Nkawie Panin - Nkawie-Kuma - Barekese - Atwima Koforidua - Asuofua | - Asenamaso - Toase - Akropong - Nerebehi - Adankwame - Sepase | - Fufuo - Asaman - Manhyia - Atwima-Agogo - Maakro | - Achiase - Mim - Bodwesango - Abesewa - Sokwai |

## Personnalités
- Kofi Amankwa-Manu (1969-), homme politique ghanéen.

## Sources
- GhanaDistricts.com